# 不安の概念
『不安の概念』（ふあんのがいねん、デンマーク語：Begrebet Angest、1844年）はデンマークの哲学者セーレン・キェルケゴールが書いた哲学書。

## 引用文
「不安ほどの極度の拷問は、どんな宗教裁判所長でも用意しない。」（セーレン・キェルケゴール『不安の概念』）